# Juan Ignacio González Errázuriz

Bischofswappen

Juan Ignacio González Errázuriz (* 5. Juli 1956 in Santiago de Chile) ist ein chilenischer Geistlicher und römisch-katholischer Bischof von San Bernardo.

## Leben
Juan Ignacio González Errázuriz trat der Personalprälatur Opus Dei bei, der Prälat des Opus Dei, Álvaro del Portillo, weihte ihn am 31. Januar 1993 in Rom zum Diakon und spendete ihm am 13. Juni 1993 auch die Priesterweihe.
Papst Johannes Paul II. ernannte ihn am 10. Oktober 2003 zum Bischof von San Bernardo. Die Bischofsweihe spendete ihm der Altbischof von San Bernardo, Orozimbo Fuenzalida y Fuenzalida, am 22. November desselben Jahres; Mitkonsekratoren waren Carlos González Cruchaga, emeritierter Bischof von Talca, und Francisco Javier Kardinal Errázuriz Ossa, Erzbischof von Santiago de Chile. Als Wahlspruch wählte er Duc in altum et laxate retia.
Vom 2. März 2020 bis zum 23. Juli 2021 war er zudem Apostolischer Administrator des vakanten Bistums Rancagua.